# استانفیلد (کارولینای شمالی)
استانفیلد (به انگلیسی: Stanfield) شهری در ایالت کارولینای شمالی کشور ایالات متحده آمریکا است که جمعیت آن در سرشماری سال ۲۰۱۰ میلادی، ۱٬۴۸۶ نفر بوده‌است.